# Hoogheemraadschap van Uitwaterende Sluizen in Hollands Noorderkwartier
Het Hoogheemraadschap van Uitwaterende Sluizen in Hollands Noorderkwartier is in 1993 uit een fusie tussen het Hoogheemraadschap Noordhollands Noorderkwartier en het Hoogheemraadschap van de Uitwaterende Sluizen in Kennemerland en West-Friesland ontstaan.
Het eerstgenoemde van deze twee hoogheemraadschappen had sinds 1919 het centrale beheer over de zeewering van het Noorderkwartier, naar aanleiding van de watersnood van 1916 die grote delen van Noord-Holland onder water zette. Het tweede was verantwoordelijk voor de afwatering van de boezem op het buitenwater (het IJsselmeer, het Noordzeekanaal en het Marsdiep bij Den Helder), en had daarnaast de verantwoordelijkheid voor de waterkwaliteit van de boezem.
In 2003 fuseerde dit heemraadschap met vijf "inliggende" waterschappen tot het Hoogheemraadschap Hollands Noorderkwartier. Dit is belast met de volledige Noord-Hollandse waterhuishouding en waterkering ten noorden van het Noordzeekanaal.